# Mulher de Brio
A Woman of Affairs (bra: Uma Mulher Singular, ou Mulher de Brio; prt: Mulher de Brio, ou Uma Mulher de Negócios) é um filme norte-americano de 1928, do gênero drama, dirigido por Clarence Brown, com roteiro de Bess Meredyth baseado no romance The Green Hat, de Michael Arlen e estrelado por Greta Garbo e John Gilbert.
A trama no romance era considerada tão ousada que tanto o título quanto os nomes dos personagens foram mudados — tudo para evitar censura.
Segundo o crítico e historiador Ken Wlaschin, este é um dos dez melhores trabalhos de John Gilbert.

## Sinopse

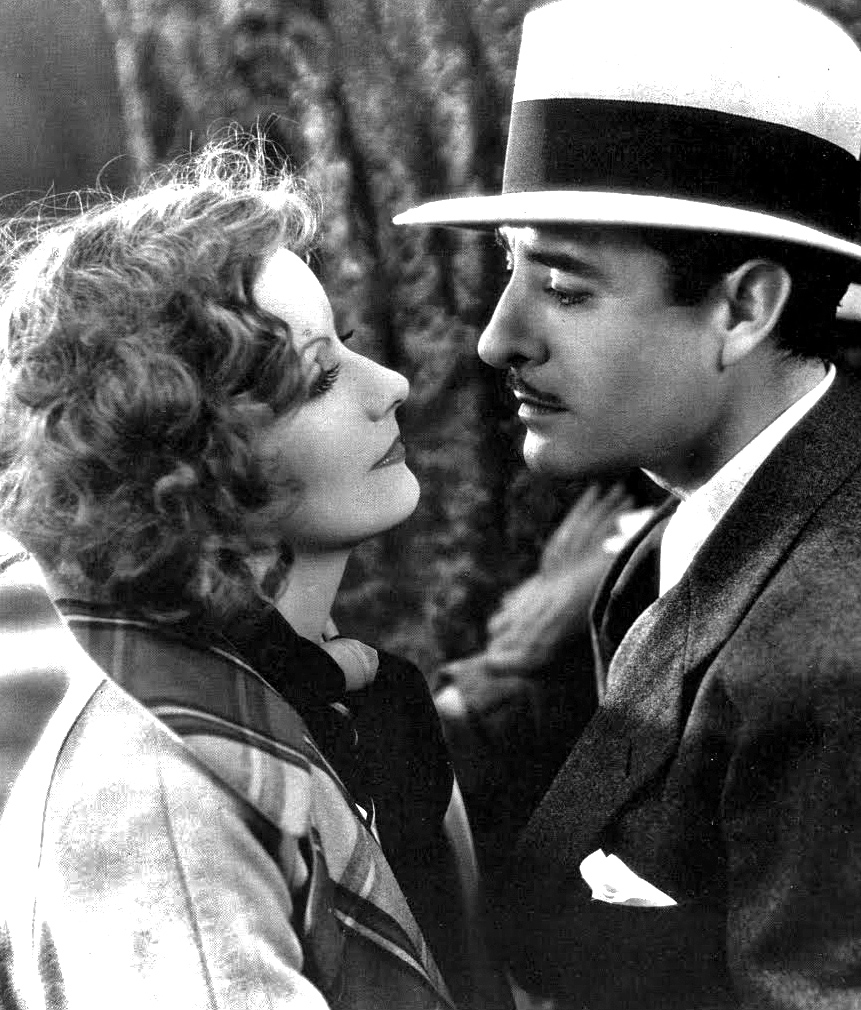
Greta Garbo e John Gilbert em foto publicitária.

Sem permissão para se casar com Neville, a jovem londrina Diana passa a frequentar a cama de vários homens, até que se une em matrimônio com David, que se revela um ladrão. Quando David comete suicídio, ela volta a ser atraída por Neville, a esta altura também casado. Mas, apesar de apaixonada, Diana decide não arruinar a vida dele e encontra a morte quando joga o próprio automóvel contra a árvore onde Neville, pela primeira vez, declarara seu amor por ela.

## Premiações
| Prêmio     | Categoria               | Recipiente    | Situação |
| ---------- | ----------------------- | ------------- | -------- |
| Oscar 1930 | Melhor roteiro adaptado | Bess Meredyth | Indicado |

## Elenco
| Ator/Atriz            | Personagem            |
| --------------------- | --------------------- |
| Greta Garbo           | Diana Merrick Furness |
| John Gilbert          | Neville Holderness    |
| Lewis Stone           | Doutor Hugh Trevelyan |
| John Mack Brown       | David Furness         |
| Douglas Fairbanks Jr. | Jeffry Merrick        |
| Hobart Bosworth       | Sir Morton Holderness |
| Dorothy Sebastian     | Constance             |